# Дубненский сельский округ
Дубненский сельский округ — упразднённая административно-территориальная единица, существовавшая на территории Чеховского района Московской области в 1994—2004 годах.
Дубненский сельсовет был образован в первые годы советской власти. По данным 1919 года он входил в состав Лопасненской волости Серпуховского уезда Московской губернии.
В 1923 году к Дубненскому с/с был присоединён Ермоловский с/с.
В 1926 году Дубненский с/с включал село Дубна, деревни Ермолово, Жальское и Каргашиново, а также 2 хутора.
В 1929 году Дубненский с/с был отнесён к Лопасненскому району Серпуховского округа Московской области.
14 июня 1954 Дубненский с/с был упразднён, а его территория вошла в Булычёвский с/с.
5 августа 1968 года Дубненский с/с был восстановлен в составе Чеховского района путём преобразования Булычёвского с/с.
22 августа 1979 года к Дубненскому с/с был присоединён Кудаевский сельсовет.
3 февраля 1994 года Дубненский с/с был преобразован в Дубненский сельский округ.
2 июля 2004 года Дубненский с/о был упразднён, а его территория передана в Стремиловский сельский округ.